# Горки (Волзьке сільське поселення, Костромська область)
Горки (рос. Горки) — присілок в Нерехтському районі Костромської області Російської Федерації.
Населення становить 4 особи. Входить до складу муніципального утворення Волзьке сільське поселення.

## Історія
У 1936-1944 роках населений пункт належав до Ярославської області. Від 1944 року належить до Костромської області.
Від 2007 року входить до складу муніципального утворення Волзьке сільське поселення.

## Населення
1. Н/Д[2]